# Atheta capsularis
Atheta capsularis är en skalbaggsart som beskrevs av Klimaszewski in Klimaszewski, Sweeney, Price och Pierre Joseph Pelletier 2005. Atheta capsularis ingår i släktet Atheta och familjen kortvingar. Inga underarter finns listade i Catalogue of Life.